# Calze
Le calze sono degli indumenti di biancheria intima che si aggiustano strettamente ai piedi ed alle gambe, variamente elasticizzate, e molte volte (in particolare quelle femminili) non hanno come proposito il nascondere gambe e piedi, ma anzi esaltare le loro forme.

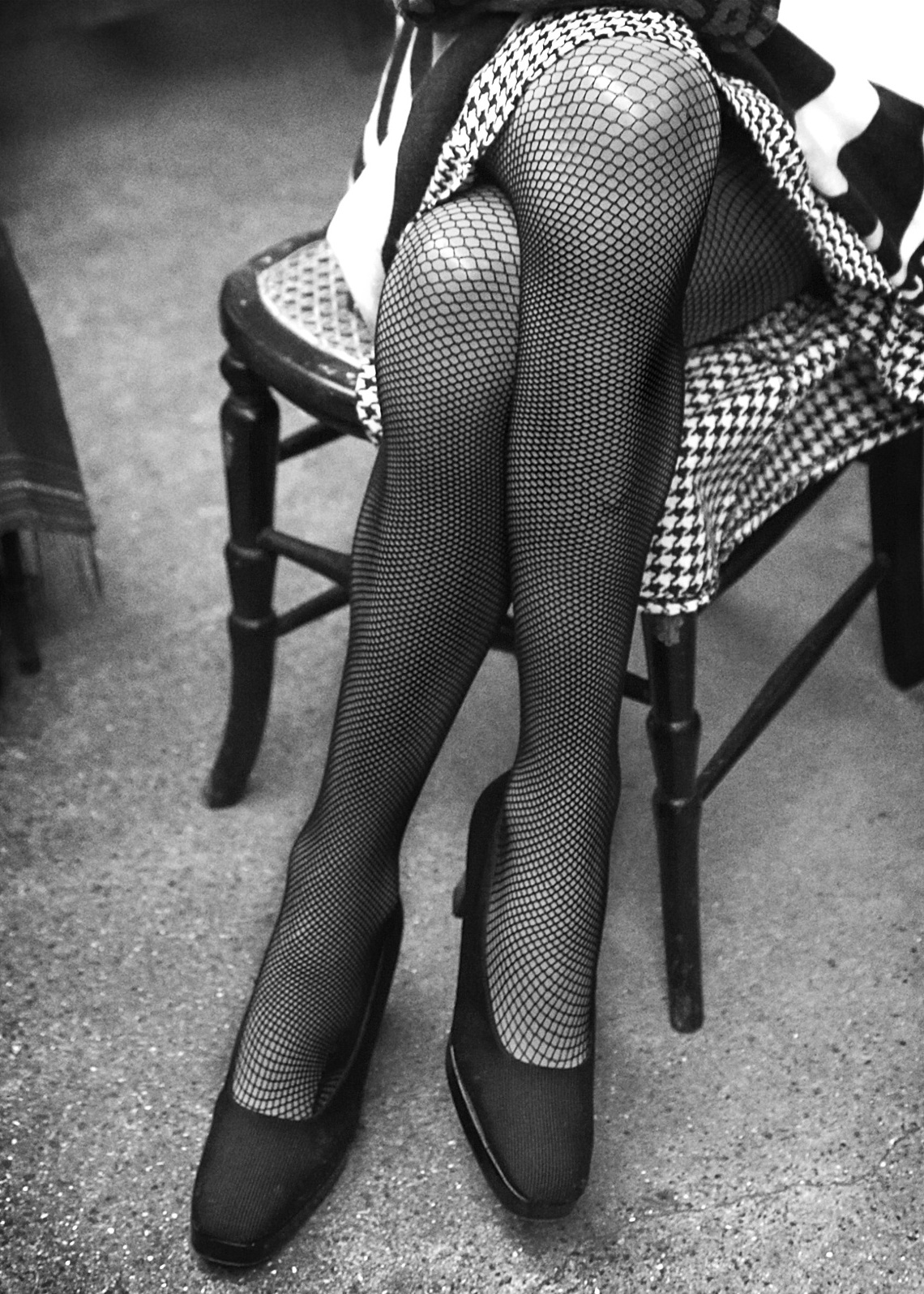
Calze femminili a rete

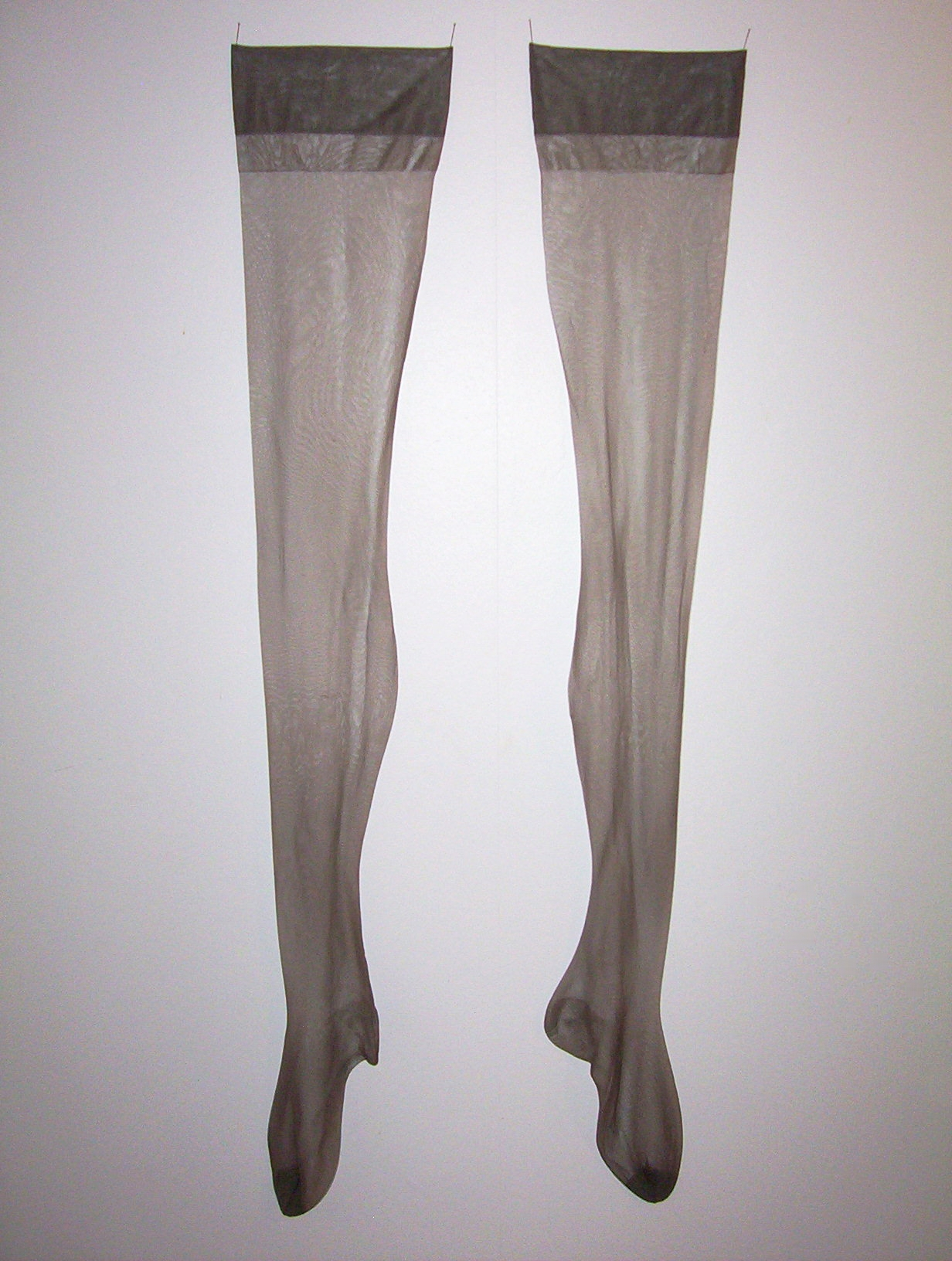
Un paio di calze di nylon grigio scuro

## Etimologia italiana del termine
Il termine "calza" proviene da calcea una forma del latino tardo settentrionale, derivata dal latino calceus (la scarpetta di cuoio fine che si indossava nelle case oppure nella commedia teatrale) che a sua volta sembra derivare da calx, tallone.
La popolarità dell'indossare calze variamente ricamate, disegnate, rilevate o stampate è aumentata anno dopo anno rispetto alla semplice vista delle gambe scoperte.

## Evoluzione del termine in Inghilterra

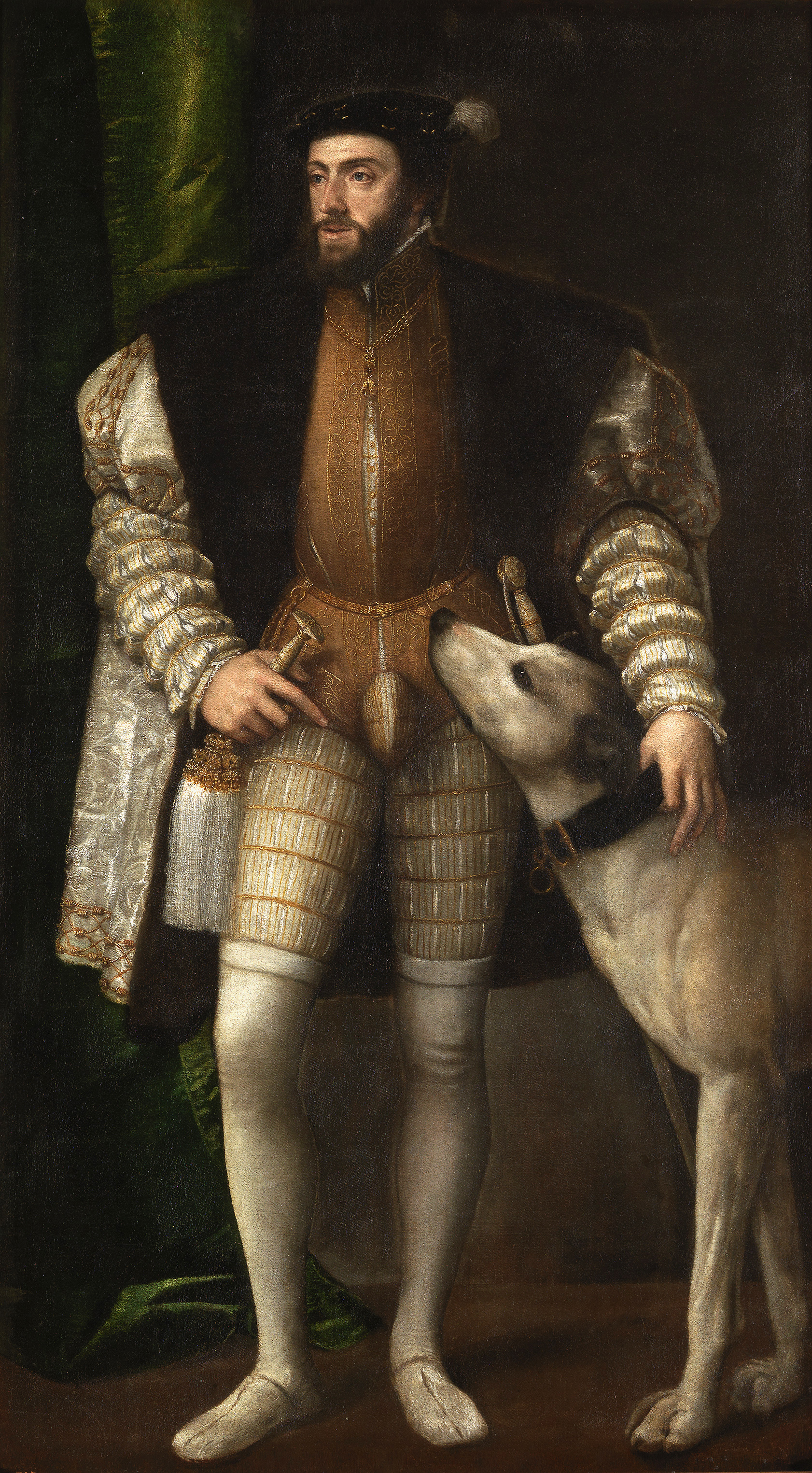
Carlo V di Spagna indossa delle calze nel Ritratto di Carlo V con il cane, opera di Tiziano, 1532-1533.

La parola inglese sock veniva utilizzata per riferirsi alle parti basse del corpo, e per analogia la parola venne estesa per riferirsi al capo dell'abbigliamento maschile (costituito da un solo pezzo) che copriva la parte inferiore del tronco e gli arti inferiori sin dal 1400; essenzialmente erano tre stretti capi intimi, comprendenti gli upper-stocks (che erano una specie di mutandoni che coprivano le ginocchia, e che si definivano knee breeches) e i nether-stocks (che erano delle calze che partivano dal di sotto delle ginocchia, e che per l'appunto conservarono il nome di stockings).
In inglese i gambaletti sono noti nella versione femminile come Half-stockings, e coprono soltanto il piede e parte del polpaccio, e nella maschile  calze o calzini (o in quella sportiva) sono comunemente denominati sock. Questa parola è un'evoluzione del latino soccus, una calzatura leggera, senza suola rigida. Era la scarpetta più spesso indossata dagli attori nella commedia romana; e veniva utilizzata per simbolizzare la commedia, così come buskin, lo stivale, simbolizzava la tragedia nel teatro antico.
Nell'uso moderno, le calze di tipo stocking specificamente si riferisce all'intimo femminile costituito da due pezzi speculari, uno per ogni gamba. Il termine "autoreggenti" (hold-ups) si riferisce a calze che si sostengono da sole, mentre il termine stockings è un termine generale che si riferisce al tipo di calze che necessitano di un reggicalze che cinge la vita quasi come una banda o cintura, e che sono molto diverse dai tights o pantyhose dell'(inglese d'America).
Le calze lunghe da donna tipicamente vengono sostenute in uno di tre modi possibili.
La prima maniera, è quella di indossare un capo che le sostenga dall'alto tramite alcune bretelle dette giarrettelle (jarretelle in Francia, straps in inglese, liga in Spagna, strapse in Germania) ad esse legate con un gancio che pinza la balza della calza.
Tra le diverse tipologìe di questi capi i più comuni sono il reggicalze (porte-jarretelles in Francia, garter belt in USA, suspender belt nelle isole britanniche -colloquialmente sussies-, liguero e portaligas in Spagna, strumpfhalter in Germania), il corsetto, la guêpière, lo stringivita, il bustino, la guaina.
Questo metodo, demandando l'onere della sospensione a un capo che si appoggia sui fianchi o si sostiene avvolgendo il torso, risolve il problema senza usare lacci, elastici, o bande siliconiche.
Dalla fine del XX secolo sono state prodotte in serie anche mutandine dotate di giarrettelle, ma la loro funzione è in gran parte esibizionistica: sono poco comode per evacuare la vescica e l'alvo rettale.
Il secondo mezzo, il più diffuso, per sostenere le calze è l'impiego della tecnologia stay-up che consiste o nel rendere elastica la balza della calza o nell'inserire nella parte interna della balza stessa una banda di silicone che aumenta l'aderenza alla cute. Queste calze sono chiamate autoreggenti.
Attualmente il mezzo meno comune di sostenere le calze è la giarrettiera (un elastico circolare, coperto da un ricamo che viene fatto scivolare su fino al bordo superiore della calza) e che serve per mantenerla su, essenzialmente stringendola contro la gamba. Queste sono le giarrettiere che alcune spose indossano nel giorno del matrimonio, e che alcune lanciano teatralmente agli invitati.
Hanno molti degli stessi vantaggi e svantaggi delle calze autoreggenti.

## Invenzione del collant

Un esempio di collant di colore nero

Nel 1959 Allen Gant dell'azienda Glen Raven inventò i collant in nylon (in inglese pantyhose) che, fabbricati con altri materiali, erano noti da molti secoli come per esempio la calzamaglia utilizzata nel medioevo e rinascimento italiano principalmente da uomini. 
I collant (spesso la parte di ciascuna gamba viene tessuta separatamente da due macchine automatiche) coprono entrambe le gambe, le coperture spesso vengono cucite assieme tramite una specie di tassello igienico (in inglese: gusset), una specie di mutandina oppure una guaina che costituisce la parte superiore e che serve per rendere superfluo l'utilizzo di reggicalze oppure della giarrettiera. Il tassello di cotone consente una corretta traspirazione.
Il beneficio primario dei collant è la convenienza di non doverli aggiustare troppo, ma potrebbero esserci problemi di traspirazione che possono rendere sconsigliato l'uso quotidiano del collant. Questo problema può essere parzialmente mitigato dal collocare un tassello in cotone. 
Nel Regno Unito, lo stesso capo di abbigliamento va sotto il nome di "tights" oppure occasionalmente pantyhose (con una pronuncia lievemente differente).
La maggior parte delle donne trova i collant molto più comodi delle calze tradizionali. Ciò ha portato ad un rapido declino delle calze, in particolare negli anni 1960, quando le donne iniziarono ad indossare la minigonna. In effetti oggigiorno le calze vengono indossate puramente per la loro valenza estetica. L'invenzione delle autoreggenti tuttavia ha spinto alcune donne a ritrovare il piacere di indossare nuovamente le calze. Sembra che il  numero di donne che usa le calze autoreggenti invece dei collant stia aumentando leggermente ogni anno.

## Produzione

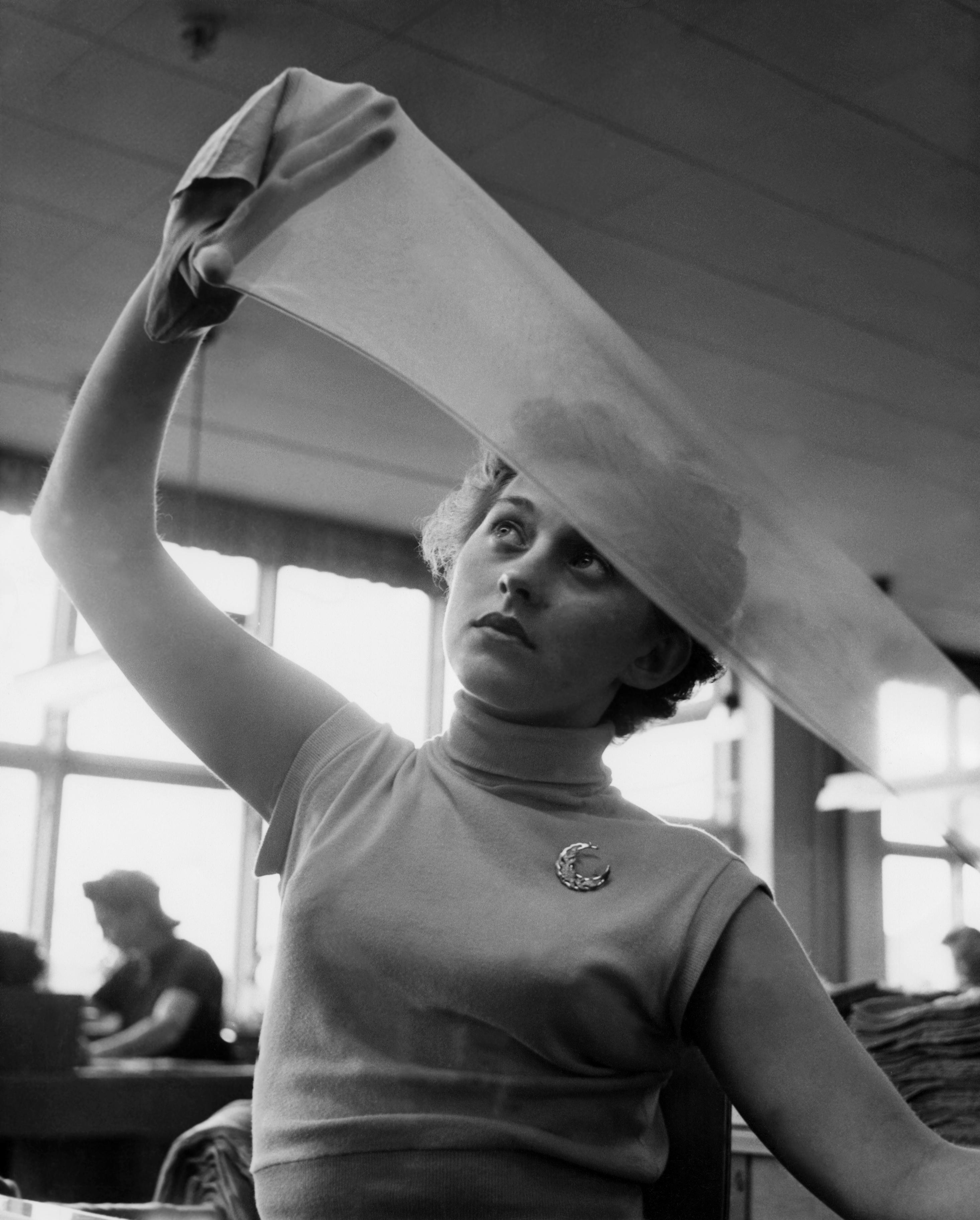
Controllo delle calze di nylon presso Malmö Strumpfabrik 1954. Una donna esamina la qualità del prodotto guardandolo in controluce.

Sebbene la produzione di macchinari per i calzifici sia tuttora appannaggio dell'Italia, ora il settore soffre pesantemente a causa della scomparsa di calzifici dal mondo occidentale produttivo (persino la Corea, che era il secondo polo in grado di produrre macchine da calze di buona qualità, ma a prezzi più bassi, ha dovuto trasferirli in Cina).
L'industria si avvale di macchine circolari, con aghi a linguetta e uncino, simili a quelli utilizzati in tutto il comparto della maglieria. Tali macchinari somigliano a quelli circolari di grandi diametri, utilizzati nella maglieria ma hanno dimensioni ridotte e un numero di aghi che oscilla tra i 50 e i 450.
Si tratta di macchine molto sofisticate e oggi completamente automatizzate e gestite dal software di uno o più computer.
Oltre che per le dimensioni, si differenziano dalle macchine di maglieria, anche per la necessità di produrre il tallone e la punta delle calze: in queste due fasi della lavorazione il cilindro deve ruotare alternativamente in un senso e nell'altro, fino al termine della punta e del tallone, cosa che non avviene nelle macchine da maglieria, che ruotano sempre e solo in una direzione.
Le caratteristiche principali, sono il numero degli aghi e il diametro del cilindro di lavoro. Questi due elementi determinano la finezza della macchina.
La "finezza" (o gauge in inglese) è il numero di aghi presente in un pollice della circonferenza, calcolata, misurando il diametro sul fondo di due canalette contrapposte, nelle quali si muovono gli organi tessili e non sull'esterno del cilindro. Altro elemento importante è lo "spessore" degli aghi che viene indicato in millimetri: 0,5 mm per la finezza 18; 0,7 mm per la finezza 14, 0,4 mm per la finezza 26.

### Zona di produzione

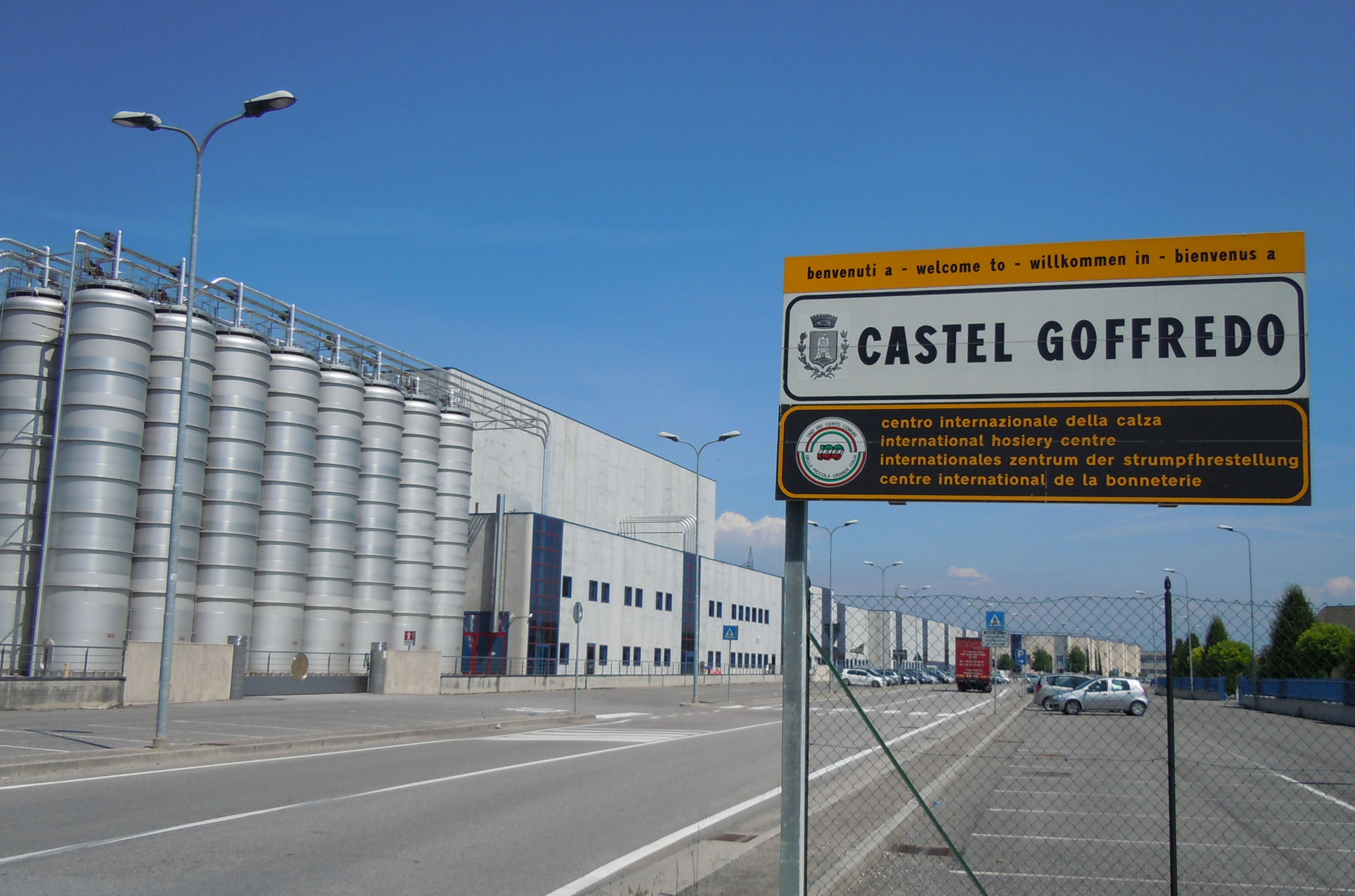
Castel Goffredo, zona industriale

Castel Goffredo, in provincia di Mantova è conosciuta in tutto il mondo come "Città della calza", il più importante distretto per la produzione di calzetteria femminile.

### Macchinari
- "Mono cilindro": dispongono di un unico cilindro e possono produrre solamente maglia ad un verso (maglia diritta)
- "Doppio cilindro": dispongono di due cilindri sovrapposti l'uno sull'altro e gli aghi possono lavorare indifferentemente nel cilindro inferiore o in quello superiore, con la conseguente possibilità di produrre "maglia diritta" quando gli aghi lavorano nel cilindro inferiore e "maglia rovescia" se lavorano nel cilindro superiore.

In queste macchine, gli aghi hanno due "teste ad uncino" e "linguetta".
Solitamente le macchine con 400 aghi vengono utilizzate per produrre calze velate per donna e utilizzano prevalentemente fibre sintetiche. Nel settore delle calze da uomo, il numero degli aghi oscilla tipicamente tra i 168 e i 280 su diametri 3-3/4 pollici, ma esistono altre finezze in cui il numero degli aghi scende anche intorno ai 50 e i diametri dei cilindri salgono anche fino a 5 pollici.

## Terminologia delle calze

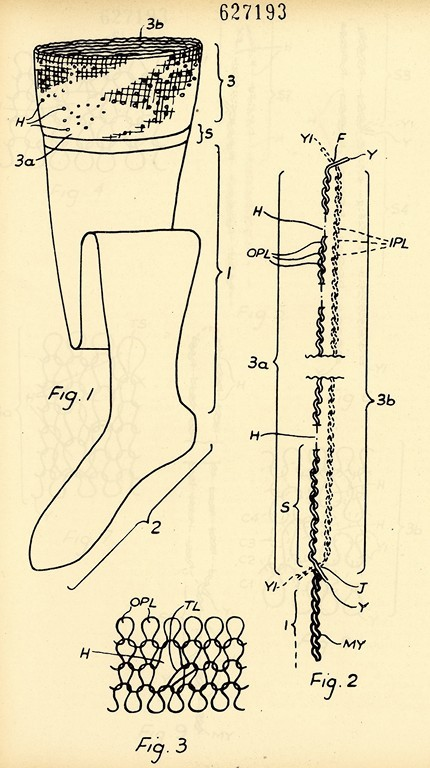
Disegno per il brevetto per invenzione industriale n. 627193, classe D 04 b., della società Kaiser Bondor Ltd per un metodo per la produzione di calze femminili munite di rinforzo, Baldock Herts. Priorità: Gran Bretagna.

- "Autoreggenti" - Sono calze che si sostengono da sole aderendo alla gamba grazie a bande elasticizzate e ad una banda interna in lattice o silicone (spesso hanno una banda decorativa molto ampia in ricamo, denominata 'balza').
- "Calze a rete" - Calze in tessuto a fili spessi con una trama dei fili aperta, che ricorderebbe una rete da pesca, spesso indossate in primavera-estate.
- "Calze a retina" - Calze in tessuto a fili spessi con una trama dei fili un po' meno aperta delle precedenti, ma che espongono la cute.
- "Calze con la riga" - (In inglese: seamed) sono calze prodotte alla vecchia maniera con una giunzione-cucitura che corre lungo la parte posteriore della gamba, inventate da Pio Chiaruttini. Nel passato venivano manifatturate tagliando il tessuto e successivamente cucendolo assieme per dargli la forma desiderata. Oggigiorno le calze vengono tessute automaticamente in continuo, non hanno cuciture ed una cucitura "seam" posticcia viene aggiunta nella parte posteriore per ottenere aspetto vintage. Recentemente sono comparse sul mercato anche delle autoreggenti con la riga, ma sono ancora poche le marche che dispongono di tali modelli (ad es. Levante, Omsa, Philippe Matignon, Gatta, DèPio)
- Cuban-Heel - Una calza con l'area punto che sopporta il tallone rinforzata con tessuto ripiegato e ricucito su sé stesso.
- Demi-Toe - (Mezzo dito) Sono calze che hanno la parte per un dito rinforzata con metà della copertura sotto e sopra. Questo rinforzo copre soltanto la punta delle dita invece dell'intero dito. Questi modelli esistono sia con che senza un'area del tallone rinforzata.
- "Denari" - Unità di misura usata per descrivere lo "spessore" (o la trasparenza) della calza: più basso è il numero di denari e più trasparente è l'indumento. Il numero di denari corrisponde al peso in grammi di 9000 metri di filo usato per la fabbricazione delle calze (ad esempio 9000 metri di filo usato per tessere una calza 20 denari pesano 20 grammi). Le calze tessute con un alto numero di denari tendono ad essere meno trasparenti ma hanno una maggiore durata.
- Fencenet - Simili alle calze a rete, ma con la maglia molto più larga. Sono indossate sopra un altro paio di calze; ad esempio opache, per contrastare.
- Full-Fashioned - Il tessuto viene prodotto come un foglio, piatto e liscio. Viene poi tagliato e le due parti vengono assemblate con una cucitura sul retro. Erano molto in voga fino agli anni '60.
- "Gambaletti" - Sono calze che terminano sotto il ginocchio ed il piede, coprendo il polpaccio.
- "Opache" - Calze costituite da una trama spessa e scura che dà loro un'apparenza opaca (solitamente 40 denari o maggiore).
- "RHT" - Abbreviazione dell'inglese reinforced heel and toe (aree del tallone e dell'alluce sono rinforzate).
- Sandalfoot - Senza rinforzo al tallone o alle dita che, teoricamente, sono esteticamente migliori quando indossate sotto i sandali.
- Seamless - Calze senza cuciture, fabbricate in un solo passaggio su macchine circolari (operazione continua su un solo lungo filo) e che dunque non richiedono la cucitura "seaming" nella parte posteriore.
- Knee-Highs - Calze che terminano all'altezza del ginocchio, o appena sopra di esso.
- Welt - Calze cucite a macchina, rinforzate soprattutto sulla punta. Per dare forza e sostenere.
- "Calze velate" - (In inglese sheer) - Calze che in generale hanno una fibra sottile che va dai 15 ai 20 denari.
- "Calze velatissime" - una fibra finissima di pochi denari che offre il massimo nella trasparenza. Solitamente la fibra è sotto i 15 denari.
- "Calze in seta" - Calze realizzate interamente in seta.
- "Parigine" - Calze che arrivano a ricoprire non oltre il ginocchio. Venivano utilizzate negli anni novanta da tutti quelli che avevano adottato lo stile grunge. Recentemente[non chiaro] sono tornate di moda e sono diversi i brand che le hanno riproposte nelle loro collezioni arricchendole con tessuti, fantasie e decori come nastri, cristalli e borchie[4].
- "Fantasmini" - Calzini cortissimi, che arrivano solo fino al tallone e che, una volta indossate le scarpe, risultano invisibili, ci sono ma non si vedono. Nati in cotone per “scomparire” nelle scarpe da ginnastica, oggi vengono prodotti in svariati tessuti, differenziati per i diversi tipi di scarpe e sono utilizzati tanto dalle donne quanto dagli uomini. Sono particolarmente adatti per essere indossati con i pantaloncini corti.
- "A Compressione Graduata" - denominate anche calze contenitive o calze elastiche, vengono utilizzate per prevenire e attenuare disturbi agli arti inferiori in caso di vene varicose.

Per quanto riguarda le varie possibili lunghezze di questo accessorio, viene utilizzato il termine "lunghezza opera" per indicarle.

## Film in cui le calze hanno un ruolo "clou" in una scena
- (EN)  Rolled Stockings, film muto statunitense del 1927, di Richard Rosson, con Louise Brooks.
- (EN)  It Happened One Night, in Italia Accadde una notte; film americano del 1934, regia di Frank Capra, con Clark Gable e Claudette Colbert, che in una celebre sequenza insegna come eseguire un autostop "efficace".
- (DE)  L'angelo azzurro, film del 1930, regia di Josef von Sternberg, con Emil Jannings e Marlene Dietrich (nel ruolo della cantante Lola Lola).
- Riso amaro, film del 1949, regia di Giuseppe De Santis, con Vittorio Gassman e Silvana Mangano (nel ruolo della mondina dalle lunghe calze nere).
- Silk Stockings, film statunitense del 1957, diretto da Rouben Mamoulian, con Cyd Charisse (Ninotchka Yoschenko), Janis Paige e Fred Astaire.
- Ieri, oggi, domani, film del 1963 regia di Vittorio De Sica, con Sophia Loren e Marcello Mastroianni.
- Irma la dolce, con la protagonista che ha la caratteristica di indossare sempre le calze verdi.
- Il laureato, film del 1967, regia di Mike Nichols, con Dustin Hoffman e Anne Bancroft.
- Bella di giorno ("Belle de Jour"), film del 1967, regia di Luis Buñuel con Catherine Deneuve, Jean Sorel e Michel Piccoli
- Malizia, film del 1973, regia di Salvatore Samperi, con Laura Antonelli
- Il vizio ha le calze nere, film thriller/giallo del 1975.
- Maria's Lovers, film del 1984, regia di Andrei Konchalovsky, con Nastassja Kinski.
- Malèna, film del 2000 ma ambientato negli anni della Seconda guerra mondiale, regia di Giuseppe Tornatore, con Monica Bellucci che indossa calze da reggicalze con la riga.

## Voci correlate

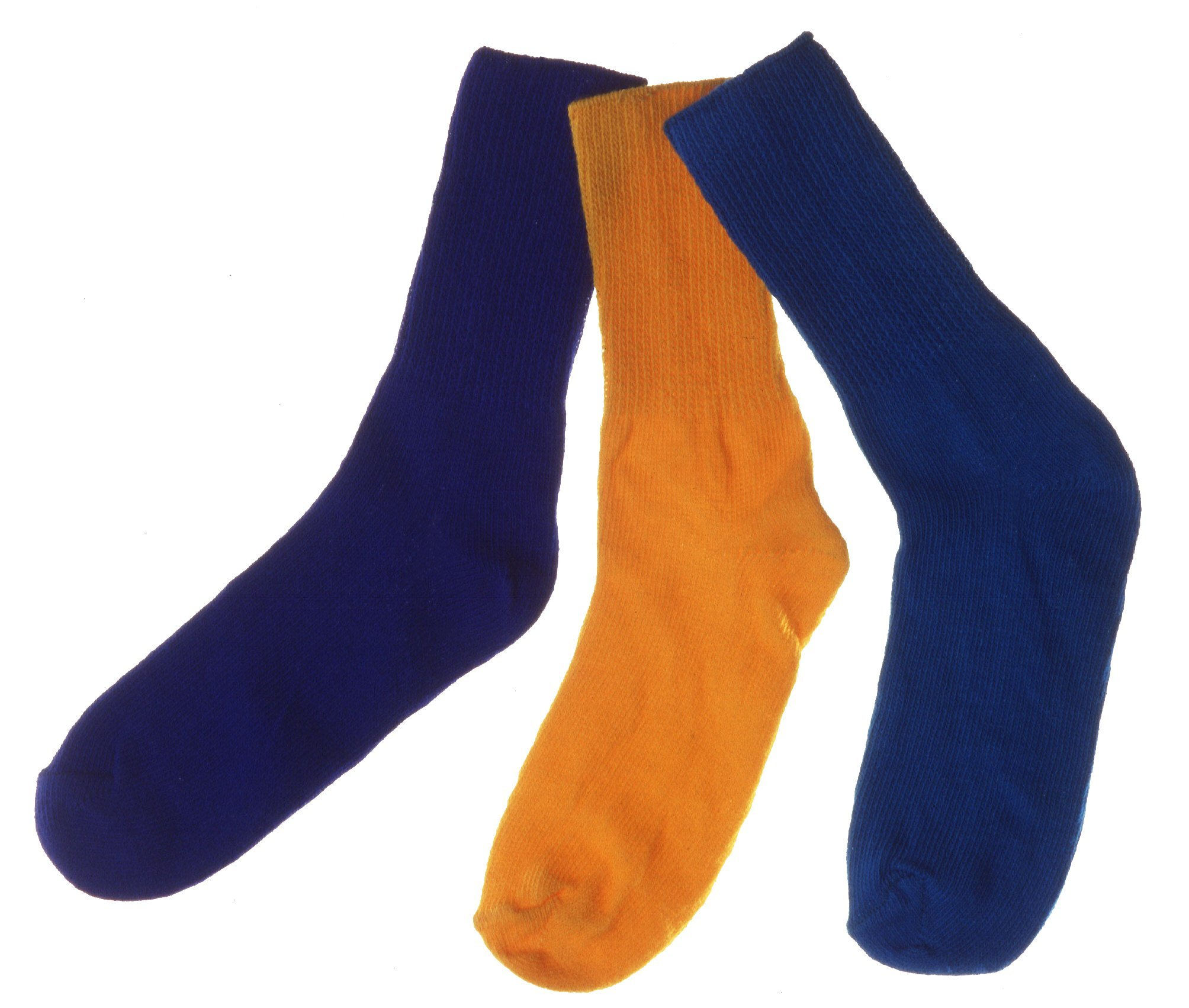
I cosiddetti "calzini"